# Osteochilus kahajanensis
Osteochilus kahajanensis es una especie de peces de la familia de los Cyprinidae en el orden de los Cypriniformes.

## Morfología
Los machos pueden llegar alcanzar los 22 cm de longitud total.

## Hábitat
Es un pez de agua dulce.

## Distribución geográfica
Se encuentra en la parte más meridional de Tailandia, Malasia y Indonesia.